# San Lorenzo fuori le Mura
San Lorenzo fuori le Mura är en fornkristen basilika i Rom, en av de sju vallfartskyrkorna. Basilikan är en patriarkalbasilika och står i rang näst efter de fyra huvudbasilikorna (basilicae maiores) i Rom: Lateranbasilikan, Peterskyrkan, San Paolo fuori le Mura och Santa Maria Maggiore. Basilikan är helgad åt sankt Laurentius. Tillnamnet "fuori le Mura" anger att basilikan är belägen utanför murarna.
Basilikan bombskadades 1943.

## Bilder

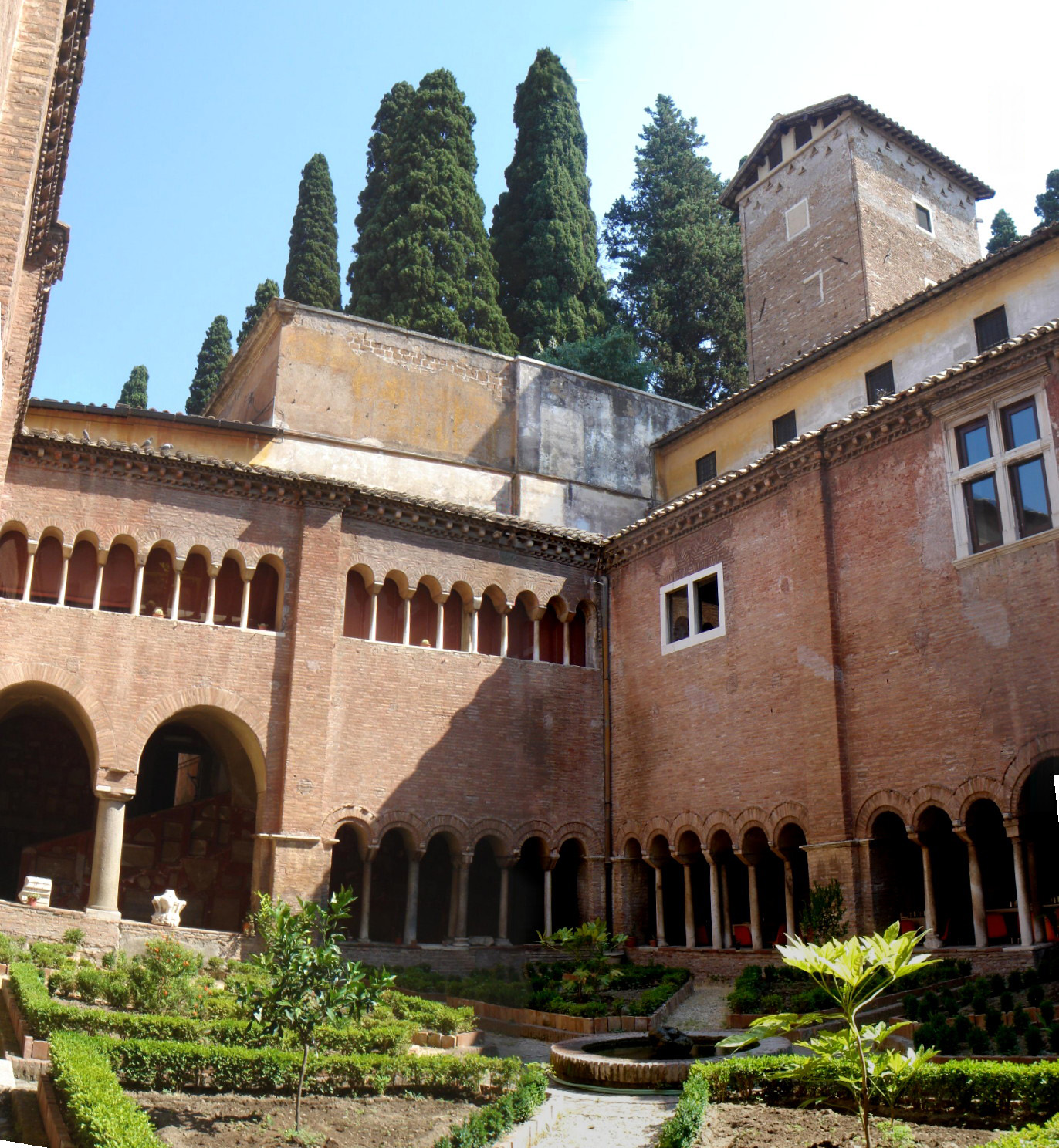
Klostergården.